# Ordem de Grimaldi
A Ordem de Grimaldi, em francês Ordre des Grimaldi, é a par da Ordem de São Carlos, a mais alta Ordem honorífica do Mónaco. É concedida para distinguir e recompensar as pessoas que tenham contribuído para o prestigio do Principado ou da pessoa do Príncipe. O actual Grão-Mestre da Ordem é o Príncipe do Mónaco, Alberto II.

## História
A Ordem de Grimaldi foi fundada a 18 de Novembro de 1954 pelo Príncipe Rainier III, que se tornou no seu primeiro Grão-Mestre.
Tradicionalmente as distinções da Ordem de Grimaldi são entregues pelo príncipe do Mónaco no Dia Nacional do Mónaco, celebrado a 19 de Novembro.

## Graus
É composta pelos cinco graus seguintes, em ordem decrescente de preeminência:
- Grã-Cruz (GCG)
- Grande-Oficial (GOG)
- Comendador (ComG)
- Oficial (OG)
- Cavaleiro (CvG) / Dama (DmG)

O Grão-Mestre da Ordem é o Príncipe do Mónaco que recebe a Grã-Cruz aquando da sua entronização.

## Agraciados
Alguns dos agraciados com a Ordem de Grimaldi são:
- Stéphanie do Mónaco, Grã-Cruz
- Jaime, Príncipe Herdeiro do Mónaco, Grã-Cruz
- Gabriela, Condessa de Carladès, Grande-Oficial
- Bernard Barsi, arcebispo do Mónaco, Oficial
- Stéphane Bern, jornalista e apresentador francês, Cavaleiro
- Jean des Cars, jornalista e escritor francês, Cavaleiro

### Portugueses agraciados
- Luiz Saldanha, oceanógrafo laureado com a Medalha Príncipe Alberto I, Oficial
- Elsa Teixeira da Silva, agraciada com a Ordem de Grimaldi, Cavaleira
- Francisco Vinagre, Advogado, agraciado com a Ordem de Grimaldi, Grande-Oficial